# Ryō Ikuemi
Ryō Ikuemi (いくえみ 綾, Ikuemi Ryō) est une mangaka japonaise née le 2 octobre 1964 à Nayoro, Hokkaidō. Elle dessine principalement des shōjo manga.

## Biographie
Ryō Ikuemi commence sa carrière en 1979 avec le manga Maggie (マギー, Magii) publié dans le supplément du magazine Margaret. Elle reporte en 2000 le 45e prix Shōgakukan pour son manga Barairo no Ashita (バラ色の明日) ainsi que le 33e prix du manga Kōdansha en 2009 pour son manga Puzzle (潔く柔く, Kiyoku Yawaku).
Son manga Puzzle est adapté en film en 2013, Anata no Koto wa Sorehodo (あなたのことはそれほど) est adapté en série télévisée en 2017, Principal (プリンシパル) est lui-aussi adapté en film en 2018.
Quatre de ses manga sont parus en France: Honey Bunny, Dites Moi Que J'Existe (parus chez Panini), Puzzle (paru chez Delcourt), et Sans Complexe? (nommé Cousin en version originale, paru chez Akata). 